# Carl Emil Pettersson

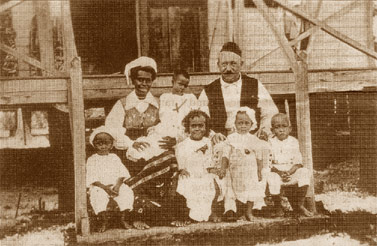
Pettersson med familj, kring 1918.

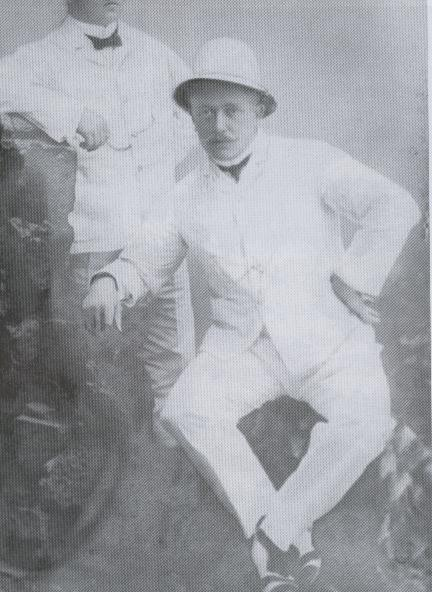
Carl E Pettersson, kring 1907.

Carl Emil Pettersson, född 4 oktober 1875 i Skogstorp, Sollentuna församling, död 12 maj 1937 i Sydney, Australien, var en svensk sjöman, utvandrare och kung över Tabar Island. Han kan vara inspiration till Astrid Lindgrens figur Efraim Långstrump (Pippi Långstrumps far).

## Biografi
Pettersson var ett av sex barn till familjen Carl Wilhelm och Johanna Pettersson. Fadern lämnade familjen vilket innebar en hård uppväxt. Pettersson gick till sjöss som 17-åring kring 1892 och hamnade senare kring 1898 i Bismarckarkipelagen i Tyska Nya Guinea där han arbetade för det tyska handelshuset Neuguinea-Compagnie med huvudkontoret i Kokopo.

### Skeppsbrott i Stilla Havet
Under en resa i Stilla havet förliste Petterssons fartyg Herzog Johan Albrecht (Hertig Johan Albrecht) den 25 december 1904 utanför Tabar Island bland Tabaröarna i New Ireland-provinsen (nuvarande Papua Nya Guinea). Han lyckades ta sig i land nära byn Teripax där han sedan började med koprahandel och lyckades skapa en egen kopraplantage som han också kallade "Teripax". År 1907 gifte han sig med lokalhövdingen Lamys dotter, Singdo-Misses.
Pettersson var kroppsligen en mycket stark man och många anekdoter cirkulerade kring denne "Strong Charley". Lokalbefolkningen kallade honom även "Masta Sale" och hans äventyr omskrevs i många svenska dags- och veckotidningar på den tiden.

### Senare liv
Affärerna gick bra och han utökade sina ägor med ytterligare två plantager, först "Maragon" på Simbériön och senare "Londolovit" på Lihiröarna. Pettersson respekterade de lokala sederna och var mycket mån om sina anställda, vilket var ovanligt på den tiden, och blev därför mycket populär bland lokalbefolkningen. Äktenskapet med Singdo gav familjen nio barn varav ett dog i spädbarnsdöd. Alla barn fick svenska namn (Elsa, Villy, Hans, Anna, Erik och Karl). Även hustrun dog 1922 i barnsängsfeber vilket tog hårt på honom.
Pettersson reste 1922 hem till Sverige delvis för att söka en ny hustru som kunde se till hans barn. Där besökte han också sin gamle vän Birger Mörner som han hade träffat i Söderhavet. Han träffade sedan den engelsk-svenska Jessie Louisa Simpson (1881–1935) och de förlovade sig i oktober 1922; tillsammans återvände de till Tabar där de gifte sig 1923. Under Petterssons frånvaro hade plantagen förfallit och han var nu nära konkurs. Dessutom drabbades både han och hustrun av malaria. Mödosamt återuppbyggde han plantagen men dåliga investeringar och det sviktande marknadsläget gjorde det svårt att återhämta sig.
Pettersson hittade dock en guldfyndighet på Simbériön som han höll hemlig i flera år. Än i dag är Tabaröarna en av världens största guldfyndigheter. Det förbättrade läget ändrade dock inte Petterssons beslut att lämna ön. Hustrun Jessie hade först rest till Australien för läkarvård och sedan återvänt till Sverige och dog i malaria och cancer den 19 maj 1935 i Stockholm och även Petterssons hälsa blev svagare.
Pettersson lämnade Tabarön 1935 men hann aldrig återvända till Sverige utan dog i en hjärtinfarkt i Sydney 1937, 61 år gammal.